# Jell-O

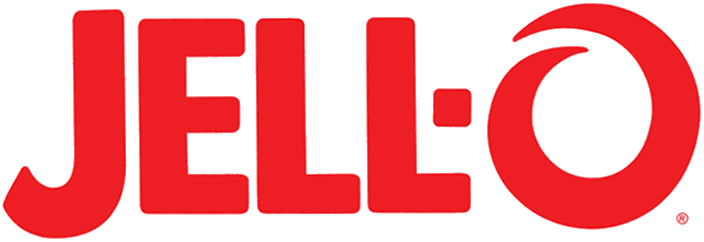
Jell-O logo.

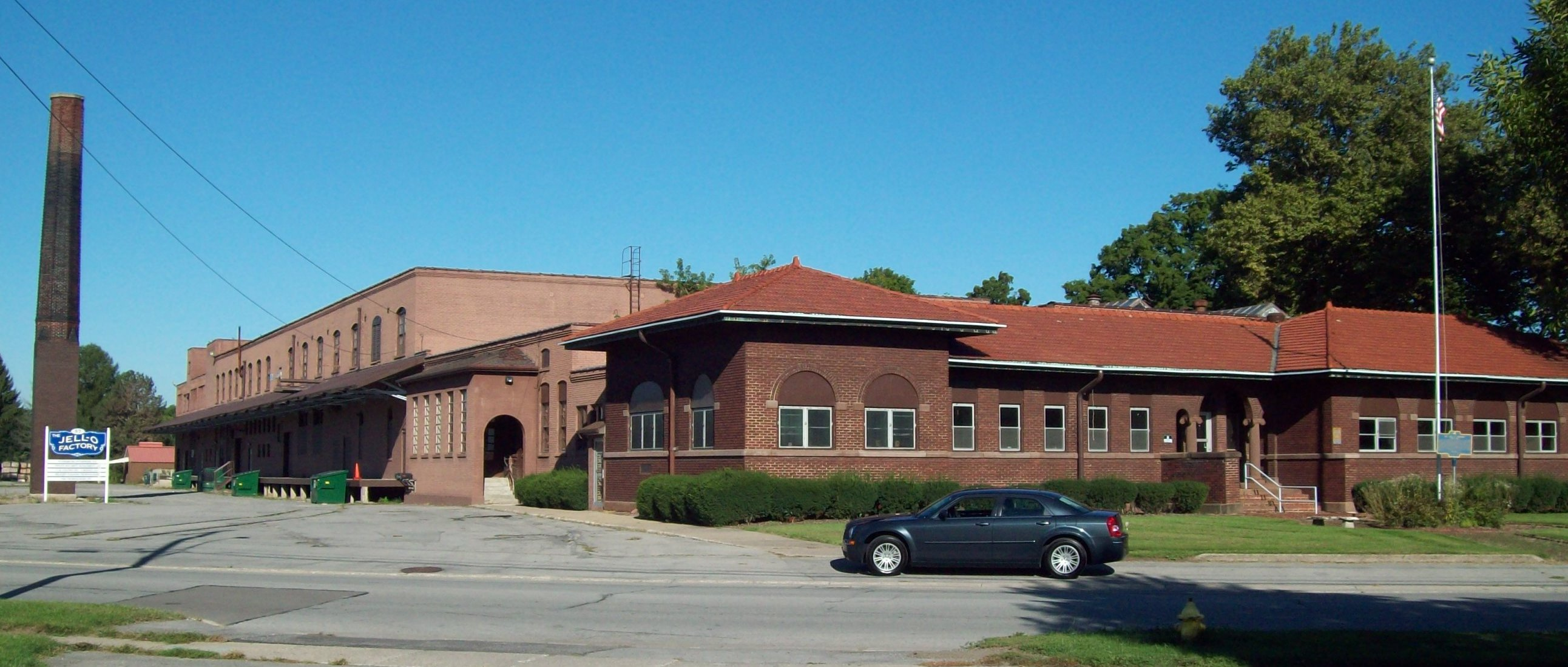
Den ursprungliga fabriken i Le Roy.

Jell-O är ett varumärke inom matvarukoncernen Kraft Foods för smaksatt gelatin i pulverform som säljs framförallt i USA. Jell-O bereds genom tillsättning av varmt vatten och serveras efter kylning huvudsakligen som dessert. Jell-O var tidigare populärt och vanligt som efterrätt i Sverige, men försvann i stort sett på 1970-talet. Emellertid finns det tillgängligt i begränsad omfattning, huvudsakligen i större städers specialbutiker.
Huvudingredienserna är: pulveriserat gelatin, socker eller konstgjort sötningsmedel, konstgjorda smakämnen, matfärg. 
Energi (per 21g - 23gr portion) 80 kcal (335 kJ). Näringsvärde (per 21g - 23gr portion) Protein 2 g, Fett 0 g, Kolhydrat 19 g.

## Galleri

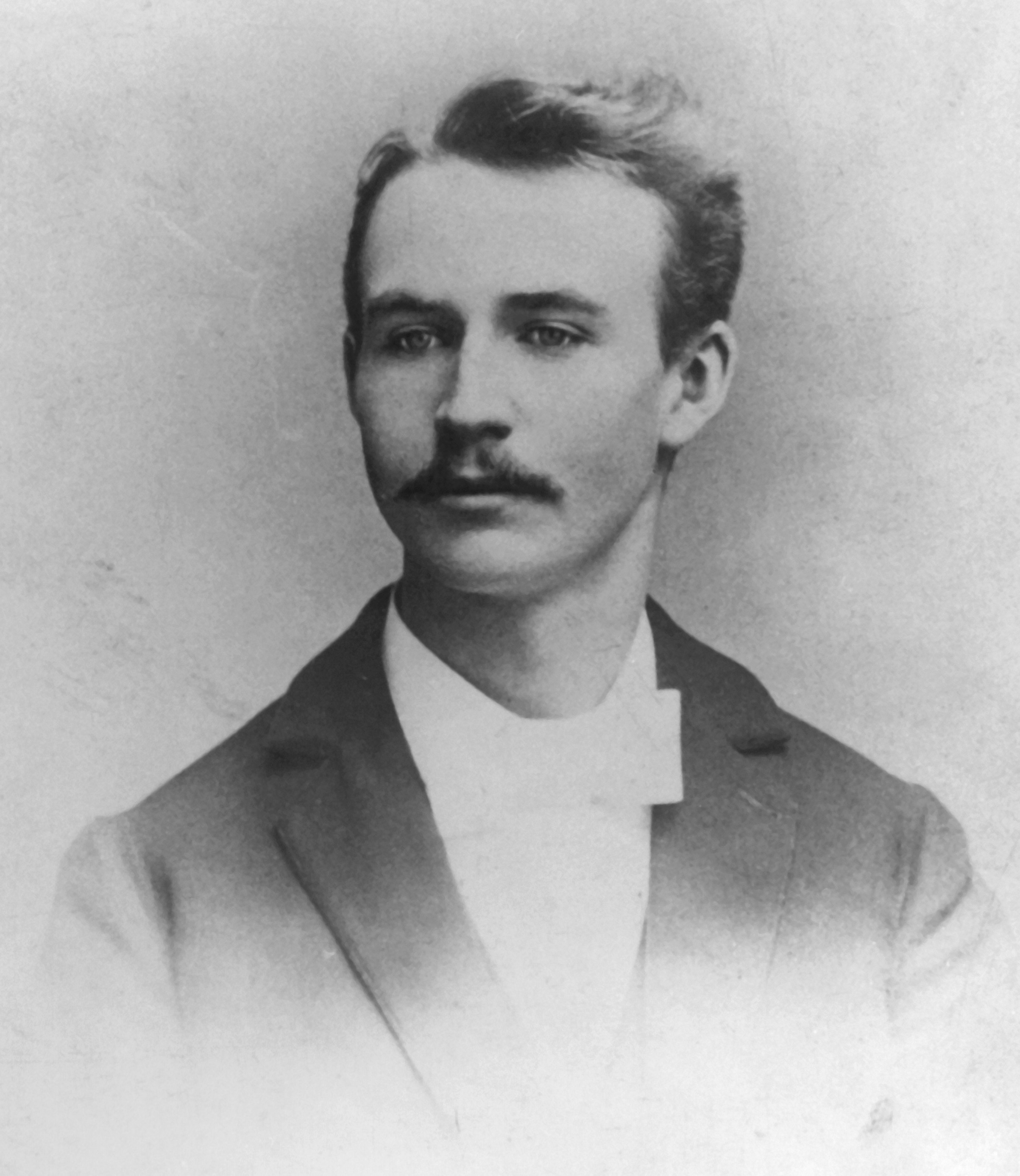
Jell-O skapades av Pearl Bixby Wait 1897.
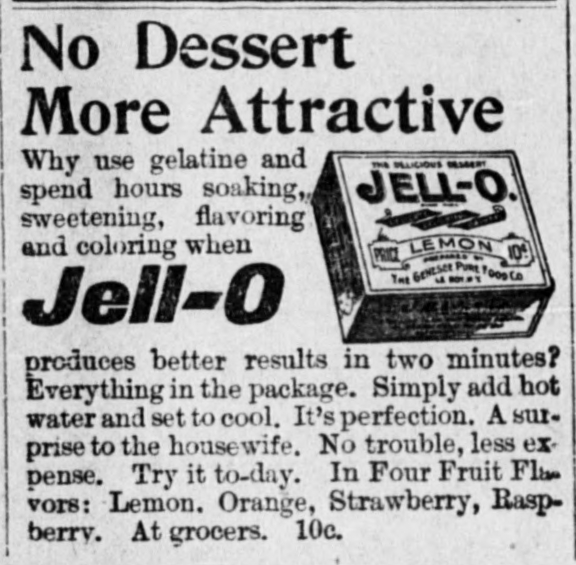
Annons från 1904.
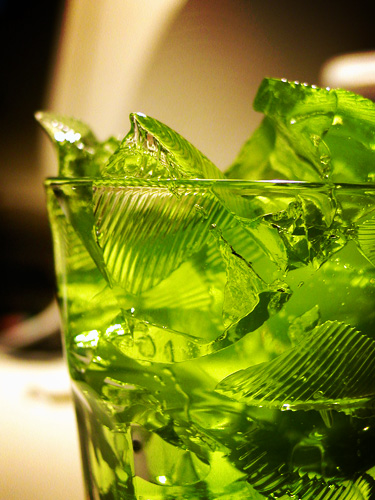
Lime Jell-O.

- Wikimedia Commons har media som rör Jell-O.